# Cytheren-Quadrille
Die Cytheren-Quadrille ist eine Quadrille von Johann Strauss (Sohn) (op. 6).   Sie wurde am 19. November 1844 in Dommayers Casino in Wien erstmals aufgeführt.

## Einzelnachweis
1. ↑  Quelle: Englische Version des Booklets (Seite 16) in der 52 CDs umfassenden Gesamtausgabe der Orchesterwerke von Johann Strauß (Sohn), Hrsg. Naxos (Label). Das Werk ist als vierter Titel auf der 2. CD zu hören.